# والتر بلاسکو
والتر بلاسکو (انگلیسی: Walter Belasco؛ ۱ ژانویه ۱۸۶۴ – ۲۱ ژوئن ۱۹۳۹) بازیگر اهل کانادا در دوران سینمای صامت بود.
از فیلم‌هایی که وی در آن‌ها نقش داشته‌است، می‌توان به عکس‌های قلابی اشاره نمود.